# Forsthaus Auerberg

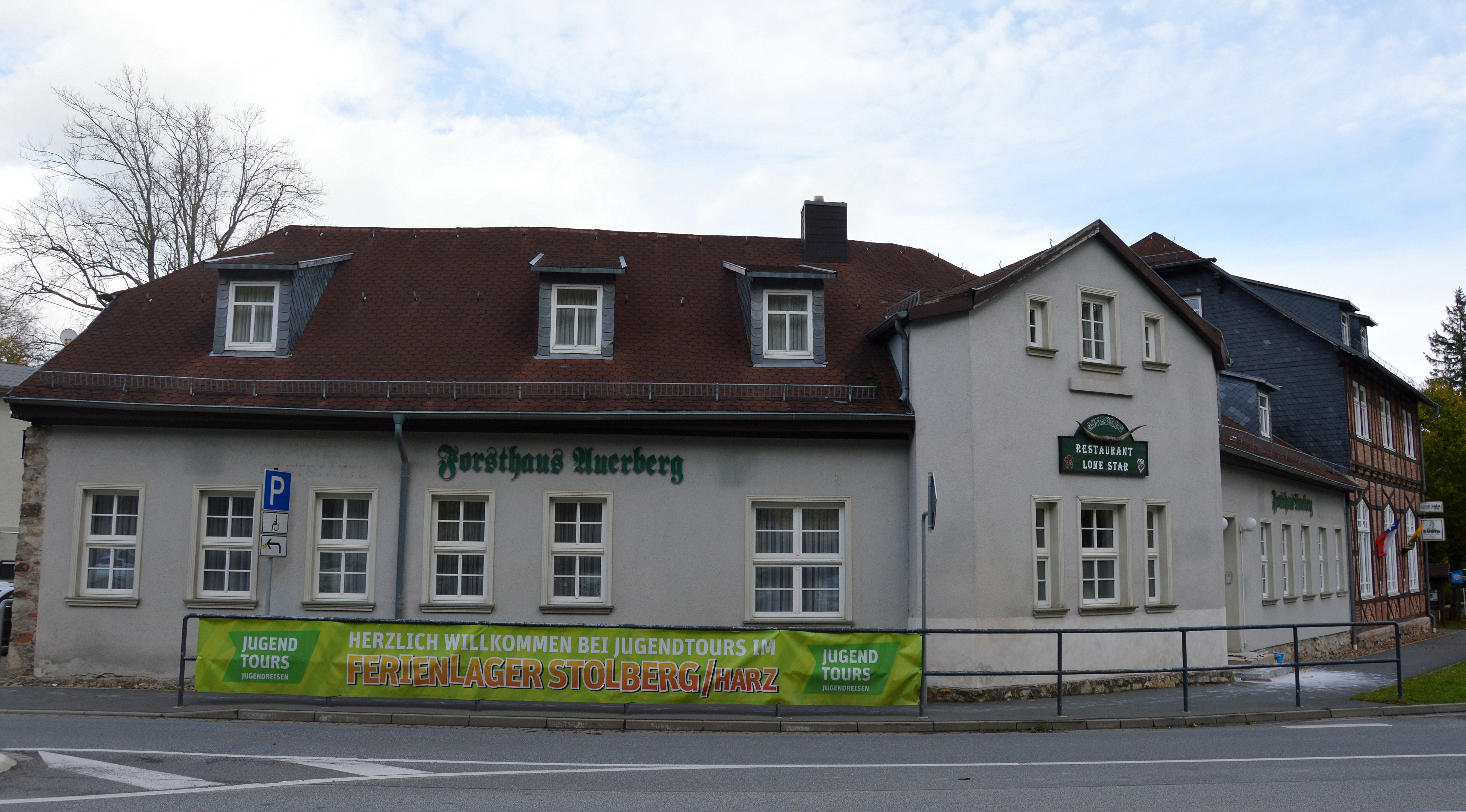
Forsthaus Auerberg

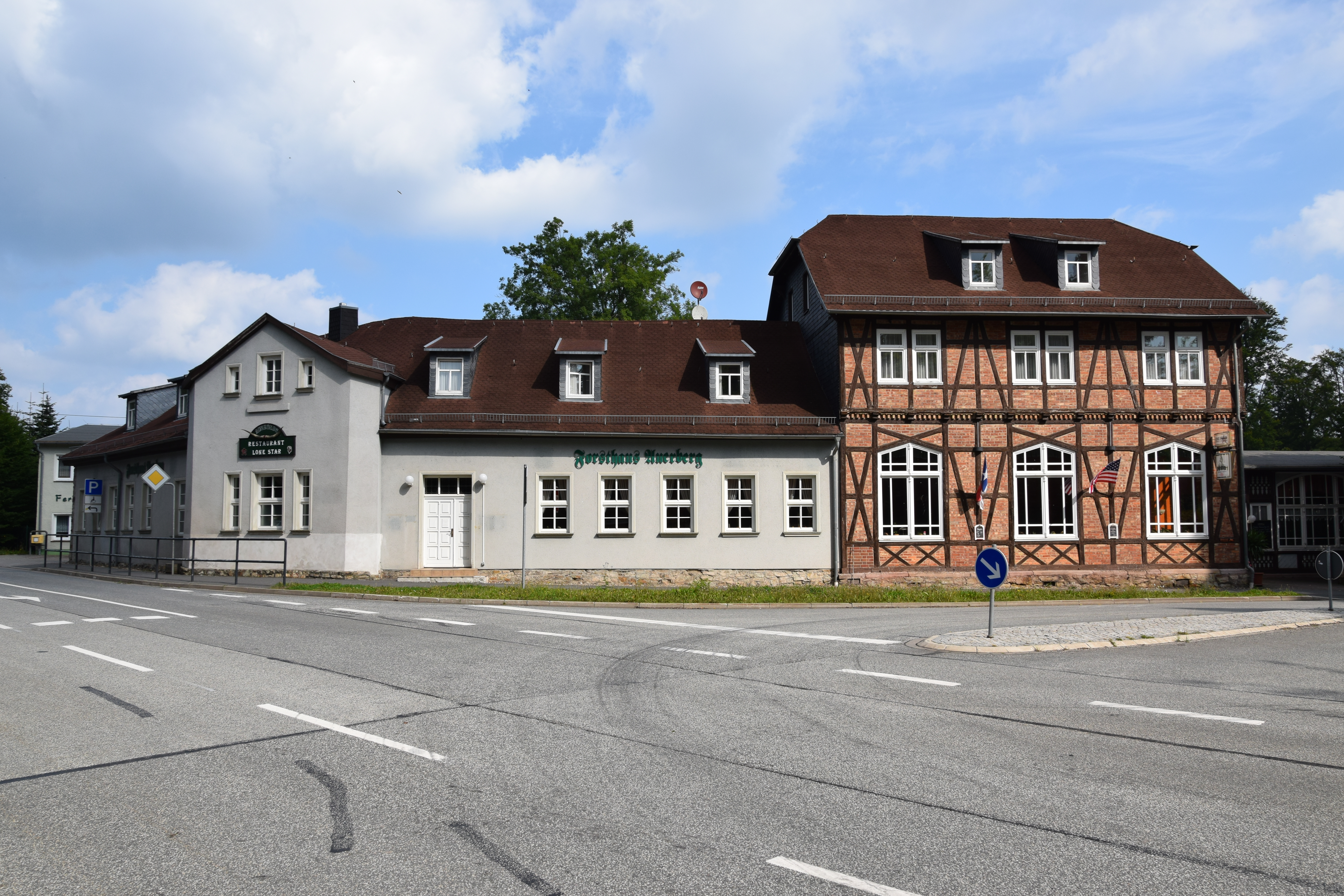
Blick von Süden

Das Forsthaus Auerberg ist ein denkmalgeschütztes ehemaliges Forsthaus im Ortsteil Auerberg in der Gemeinde Südharz in Sachsen-Anhalt. Heute wird es als Gaststätte mit angeschlossenem Feriendorf genutzt.

## Lage
Es befindet sich östlich am Fuß des Großen Auerbergs in einer Ecklage an der Einmündung der L 235 auf die L 236. Gegenüber dem Forsthaus beginnt der Wanderweg zum Gipfel des Großen Auerbergs und dem dort befindlichen Josephskreuz.

## Architektur und Geschichte
Das ein- bis zweigeschossige Forsthaus entstand vermutlich um 1840. Der verputzte Fachwerkbau wurde im charakteristischen Stil der regionalen Architektur des Harzes Ende des 19. Jahrhunderts, wohl 1886 und 1900, umgebaut und erweitert. Das Gebäude folgt mit seiner abgerundeten Flucht dem Verlauf der Straßen.
Im örtlichen Denkmalverzeichnis ist das Forsthaus seit dem 29. August 1996 unter der Erfassungsnummer 094 30417 als Baudenkmal verzeichnet. Das Forsthaus gilt als technisch-wirtschaftlich sowie geschichtlich bedeutsam.